# Никульцев, Геннадий Владимирович
Геннадий Владимирович Никульцев — советский футболист, нападающий.
В сезоне 1959 года в высшей лиги за «Крылья Советов» провёл 3 матча против московских «Локомотива» (0:1), ЦСК МО (1:1) и «Торпедо» (3:1).
В матче против ЦСК МО Никульцев получил болезненный удар по ноге и на 34 минуте покинул поле. В перерыве матча выяснялось, что повреждение получил также Виктор Кирш. Так как в чемпионате можно было делать только одну замену, то Никульцев вышел во втором тайме стоять в защите. Оправиться от последствий той травмы не смог и завершил карьеру игрока.